# Cigclisula areolata
Cigclisula areolata är en mossdjursart som först beskrevs av James Barrie Kirkpatrick 1890.  Cigclisula areolata ingår i släktet Cigclisula och familjen Colatooeciidae. Inga underarter finns listade i Catalogue of Life.